# Meskalamdug
Meskalamdug – jeden z wczesnych sumeryjskich władców, który ok. 2500 r. p.n.e. panować miał w mieście Ur. Imię jego nie występuje w Sumeryjskiej liście królów, ale znany jest z inskrypcji znalezionych w dwóch grobach na Królewskim Cmentarzysku w Ur. Wspomniany jest również w inskrypcji pochodzącej z miasta Mari, która czyni go ojcem Mesanepady - władcy, który według Sumeryjskiej listy królów założyć miał I dynastię z Ur.
Imię Meskalamduga widnieje na inskrypcjach znalezionych w dwóch grobach z Królewskiego Cmentarzyska w Ur, odkrytego w 1924 r. przez archeologa sir Leonarda Woolleya (1880-1960). W pierwszym z grobów, gdzie leżały szczątki kobiety, znaleziono pieczęć cylindryczną z inskrypcją „Meskalamdug, król” - co mogło stanowić ofiarę złożoną w jego imieniu podczas pogrzebu. W drugim z grobów znalezione zostały dwie złote misy i złota lampa w kształcie muszli, na których wyryto imię Meskalamduga. Tu też znaleziono słynny hełm Meskalamduga - złoty hełm w formie peruki z dokładnie wycyzelowanymi włosami.
W trakcie wykopalisk w mieście Mari odkryto paciorek z lapis-lazuli noszący inskrypcję Mesanepady, władcy Ur. Inskrypcja ta jako ojca Mesanepady wymienia Meskalamduga:
„Mesanepada, król Ur, syn Meskalamduga, króla Kisz, ofiarował (ten paciorek z lapis-lazuli) bogu Lugalkalama”